# Manoir Cabirol
Le manoir Cabirol est un manoir, situé rue Jeanne-d'Arc à Saint-Pastour en Lot-et-Garonne. 

## Histoire
La bastide a été fondée entre 1250 et 1259 par Alphonse de Poitiers.
On ne connaît pas l'origine du nom de Cabirol donné au manoir. Tout au plus peut-on signaler qu'il a existé une maison noble portant le nom de manoir de Cabirol à Saint-Pierre-de-Caubel. On ne possède pas de documents concernant la construction de ce manoir.
Le manoir Cabirol est le résultat de la réunion de deux maisons au XVIe siècle par un noble de la région. Le manoir comprend des vestiges d'une construction de la seconde moitié du XIIIe siècle.
Le manoir a été inscrit au titre des monuments historiques le 30 mai 1990,,.